# Horst Sindermann
Horst Sindermann (Dresde, 5 de septiembre de 1915 – Berlín oriental, 20 de abril de 1990) fue un político alemán de ideología comunista que ejerció como jefe de gobierno de la República Democrática Alemana (RDA). Sindermann es conocido porque en 1961 acuñó el término oficial de «Muro de Protección Antifascista» para referirse al Muro de Berlín.

## Biografía
Sindermann nació en Dresde, siendo hijo del político y miembro del Partido Socialdemócrata de Alemania (SPD), Karl Sindermann. Su hermano Kurt se unió al Partido Comunista de Alemania (KPD) y fue miembro del parlamento de Sajonia.
Host Sindermann se unió a la "Liga de los Jóvenes Comunistas de Alemania" (KJVD) en 1929, y tres años después se convirtió en funcionario local en Dresde. Sin embargo, después de la toma del poder por los nazis en 1933, las organizaciones comunistas fueron prohibidas y Sindermann fue puesto bajo arresto por las nuevas autoridades. Después de ser puesto en libertad en septiembre de 1934, un año después, sería detenido nuevamente por alta traición. Durante los siguientes años estuvo preso en distintas cárceles y campos de concentración, como Sachsenhausen, Mauthausen y Ebensee. En 1945 fue liberado de su cautiverio por las tropas estadounidenses.
Tras el final de Segunda Guerra Mundial, Sindermann volvió a Sajonia y retornó al KPD, aunque por poco tiempo. En la primavera de 1946 pasó a ser miembro del Partido Socialista Unificado de Alemania (SED), una nueva formación política que había sido creada en la zona de ocupación soviética mediante la fusión forzosa del KPD y el SPD. Tras la fundación de la República Democrática Alemana (RDA), ocupó diversos cargos administrativos y políticos.
En 1971 fue nombrado vicepresidente del Consejo de Ministros de la RDA, que era el consejo de gobierno de la Alemania oriental; dos años después se convirtió en el jefe de gobierno, en sustitución de Willi Stoph, que había sucedido al fallecido Walter Ulbricht en la presidencia del Consejo de Estado. En octubre de 1976 salió del gobierno y fue sustituido por Willi Stoph, ya que el secretario general del SED consideraba que Sindermann estaba llevando una política económica demasiado «liberal». Tras su salida del gobierno, fue nombrado presidente de la Cámara Popular (Volkskammer) y vicepresidente del Consejo de Estado. Sindermann continuó como presidente del parlamento de la RDA hasta noviembre de 1989, tras la caída del Muro de Berlín, momento en que decidió abandonar todos sus cargos. Sobre las manifestaciones del lunes, en octubre del mismo año en Leipzig, dijo: Estábamos preparados para todo menos velas y oraciones.
Fue expulsado del SED/PDS el 3 de diciembre de 1989 y fue puesto en prisión preventiva. La fiscalía y una comisión de la Cámara Popular lo investigaron por sospecha de haber abusado de sus privilegios. Sin embargo, no se presentaron cargos. Tras su liberación, concedió una entrevista a la revista Der Spiegel en la que confesó: “Fuimos ahuyentados por el pueblo, no por una 'contrarrevolución'. Seríamos ridículos si quisiéramos declarar a Bärbel Bohley, el pastor Eppelmann y otros como 'contrarrevolucionarios'. El levantamiento no violento no encajaba en nuestra teoría”. La entrevista fue publicada dos semanas después de su muerte.
Sindermann falleció en Berlín en abril de 1990.